# Andrea Barbiani
Andrea Barbiani, né le 21 juillet 1708, mort le 14 décembre 1779, est un peintre italien du XVIIIe siècle actif principalement en Émilie-Romagne.

## Biographie
Andrea Barbiani était un peintre italien du XVIIIe siècle, principalement actif à Ravenne et Rimini. Il a peint dans le style de Cesare Pronti. Il était le neveu du peintre Giovanni Battista Barbiani.
Barbiani a peint les quatre évangélistes dans la chapelle de la cathédrale de Ravenne.

## Œuvres
- Les Quatre Évangélistes, chapelle de la cathédrale de Ravenne.
- L'Adoration des mages, huile sur toile, Fondation de la Caisse d'épargne de Ravenne.
- Saint Piero Damiani Biblioteca Classense, Ravenne.

## Source
- (en) Cet article est partiellement ou en totalité issu de l’article de Wikipédia en anglais intitulé « Andrea Barbiani » (voir la liste des auteurs).